# Coanacoch
Coanacochtzin (... – 1525) fu il settimo tlatoani (regnante) di Texcoco.

## Biografia
Fu uno dei figli di Nezahualpilli, e salì al trono dopo la morte del fratellastro Cacamatzin avvenuta nel 1520.
Nel 1524 Hernán Cortés catturò Coanacochtzin e molti altri capi indigeni durante la sua spedizione in Honduras. Nel 1525, a Campeche, Coanacochtzin fu giustiziato insieme a Cuauhtémoc, il tlatoani di Tenochtitlán. 
Dopo la sua morte Ixtlilxochitl II, altro fratellastro di Coanacochtzin, fu nominato tlatoani di Texcoco dagli spagnoli.